# Терзол
Терзол (нід. Tersoal) — село в нідерландській провінції Фрисландія. Входить до муніципалітету Південно-Західна Фрисландія.
Його площа становить 4,63км², а населення станом на 2021 рік складало 340 осіб.
Перша згадка про населений пункт датується 1335 роком.

## Галерея

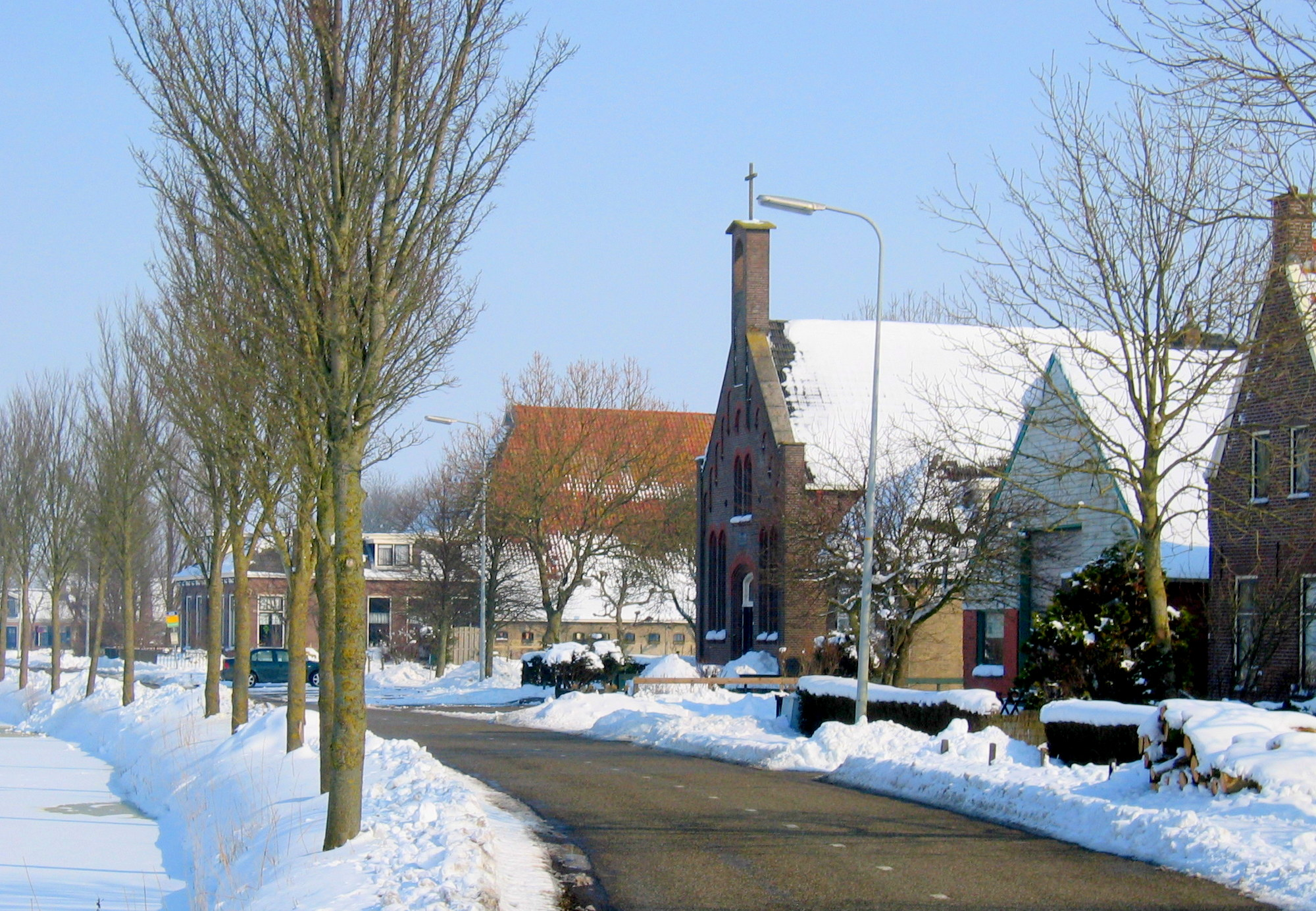
Село взимку